# Forfar Athletic Football Club
El Forfar Athletic Football Club es un club de fútbol de Escocia, con sede en Forfar. Fue fundado en 1885 y compite en la Scottish League Two, cuarta categoría del fútbol escocés.

## Palmarés

### Torneos nacionales
- Tercera División de Escocia (1): 1983-84
- Cuarta División de Escocia (1): 1994-95